# Krwiak nadtwardówkowy
Krwiak nadtwardówkowy (łac. haematoma epidurale, ang. extradural haematoma, epidural haematoma) – nagromadzenie wynaczynionej krwi pomiędzy kością czaszki lub kręgosłupa a oponą twardą. 

## Epidemiologia
Krwiak nadtwardówkowy powstaje jako powikłanie 1-3% wszystkich urazów czaszkowo-mózgowych i 10% ciężkich urazów. 

## Etiologia
Najczęściej krwiak powstaje wskutek rozerwania naczyń oponowych, najczęściej tętnicy oponowej środkowej. Rzadziej źródłem krwawienia są żyły oponowe, zatoki opony twardej i żyły śródkostne.

## Objawy i przebieg
Bezpośrednio po urazie pacjenci są najczęściej nieprzytomni. Charakterystycznym (ale nie patognomonicznym) objawem jest trwające kilka minut-kilka godzin przejaśnienie świadomości (przerwa jasna, łac. intervallum lucidum). Narastaniu krwiaka towarzyszyć mogą takie objawy, jak:
- poszerzenie źrenicy po stronie krwiaka
- objawy połowicze
- objawy ucisku na pień mózgu
- objawy zespołu nadciśnienia wewnątrzczaszkowego
- śpiączka mózgowa.

### Badania obrazowe
Badaniem z wyboru przy podejrzeniu krwiaka nadtwardówkowego jest tomografia komputerowa. W TK widoczny jest krwiak o soczewkowatym kształcie i niekiedy szczelina złamania kości.

## Rozpoznanie
Rozpoznanie stawiane jest na podstawie badania TK. W części przypadków gdy rozpoznanie budzi wątpliwości, wymagana jest weryfikacja śródoperacyjna diagnozy.

## Leczenie
Krwiak nadtwardówkowy wymaga natychmiastowej interwencji neurochirurgicznej, mającej na celu odbarczenie krwiaka. W przypadku dobrego stanu chorego i grubości krwiaka mniejszej niż 15 mm oraz przesunięciu struktur linii środkowej o mniej niż 5 mm można rozważyć obserwację i leczenie zachowawcze. Dotyczy to około 60% krwiaków nadtwardówkowych. Gdy objawy są jednoznaczne i (lub) narastają gwałtownie, trepanacja nie musi być poprzedzona badaniem neuroobrazowym.
Kraniotomia osteoplastyczna jest bardziej skomplikowaną i obciążającą procedurą, umożliwiającą jednak ewakuację krwiaka, zmniejszenie ciśnienia śródczaszkowego, i właściwą kontrolę miejsca (miejsc) krwotoku. Krwawienia żylne są skutecznie leczone trepanacją z drenażem.

## Rokowanie
Rokowanie, o ile odpowiednio wcześnie odbarczono chirurgicznie krwiak, jest dobre. Gdy efekt masy spowoduje wgłobienie mózgu, rokowanie jest złe.

## Klasyfikacja ICD10
| kod ICD10     | nazwa choroby                       |
| ------------- | ----------------------------------- |
| ICD-10: I62.1 | NIEURAZOWY KRWOTOK NAD OPONĄ TWARDĄ |
| ICD-10: S06.4 | KRWOTOK NADTWARDÓWKOWY              |